# Slavonska eparhija
Slavonska eparhija je eparhija Srpske pravoslavne Crkve koja djeluje na području Hrvatske. Nalazi se u zapadnoj Slavoniji. Sjedištem eparhije je u Pakracu. Trenutačni episkop je Jovan Ćulibrk.

## Povijest
Mnogi pisani dokumenti iz Novog vijeka govore o Srpskom pravoslavnom stanovništvu na području Slavonije. Kako se odlikovao u mnogim ratovima protiv neprijatelja Hrvatsko-Ugarskoga Kraljevstva vojskovoša Vuk Branković od kralja Matije Korvina dobiva posjed u blizi grada Bijela Stijena. Od 15. stoljeća nakon odlaska Turaka, u zapadnoj Slavoniji se naseljavaju Srbi iz Bosne i Srbije te počinju prakticirati Istočnu liturgiju.

### Požeška mitropolija
Nakon obnove Pećke patrijaršije, Zapadna Slavonija dobiva mitropoliju s nazivom Požeška eparhija. Njezino sjedište započelo je u manastiru Orahovica, o čemu svjedoči spis Cvetom triopdu u kojem piše: „pri vsesveštenom mitropolite požeškom kir Josifu, pri igumenu že remetskomu jeromonahu kir Maksimu. Togda že prestolom pekskim svetiteljstvujuštu arhiepiskopu kir Savatiju".

### Pakračka eparhija
Austrijsko-turski rat je donio mnoge nemire na području Slavonije. Već nakon prve godine ratovanja, upražnjena je stolica mitropolita požeškog, a cilj je bio proširiti eparhiju na područje oslobođene Slavonije. Srpki patrijarh Arsenije III. od cara Leopolda I. dobiva slobodu pravoslavna vjere, ali je ubrzo to i povuko. Na mjesto požeškog episkopa dolazi Petronije Ljubibratić koji gradi crkvu i episkopski dvor u Pakracu.  Nakon što je patrijarh Arsenije III. vraćen na službu patrijarha od Janjića, brata  Petronija Ljubibratića za 1000 forinti kupuje crkvu i vladičanski dvor u Pakracu te za njegovo namjesništvo stavlja vikarskog episkopa Sofronija Podgoričana te on postaje i mitropolit Osječko-poljske eparhije i Pakračke eparhije.

### Slavonska eparhija
Od 1959. nosi naziv Slavonska sve do danas.

## Episkopi

### Mitropoliti požeški
- Josif
- Vasilije
- Sofronije
- Grigorije
- Stefan

### Pakrački episkopi
- Sofronije Podgoričanin (1705-1710),
- Vasilije Rajić (1710-1714),
- Gavrilo Popović (1715-1716),
- Atanasije Radošević (1717-1720),
- Nikifor Stefanović (1721-1743),
- Sofronije Jovanović (1743-1757),
- Vićentije Jovanović Vidak (1757-1759),
- Arsenije Radivojević (1759-1769),
- Atanasije Živković (1770-1781),
- Josif Jovanović Šakabenta (1781-1783),
- Pavle Avakumović (1783-1786),
- Kiril Živković (1786-1807),
- Josif Putnik (1808-1828),
- Georgije Hranislav (1829-1839),
- Stefan Popović (1839-1843),
- Stefan Kragujević (1843-1864),
- Nikanor Grujić (1864-1887),
- Miron Nikolić (1890-1941),
- Damaskin Grdanički (1945-1951)

### Slavonski episkopi
- Emilijan Marinović (1952. – 1981.)
- Lukijan Pantelić (1985. – 1999.)
- Sava Jurić (1999. – 2013.)
- Jovan Ćulibrk (od 2014.)

## Vanjske poveznice
- Službene stranice Pakračko-slavonske eparhije